# Ровенский сельсовет
Ровенский сельсовет — сельское поселение в Измалковском районе Липецкой области Российской Федерации.
Административный центр — село Ровенка.

## История
Статус и границы сельского поселения установлены Законом Липецкой области от 23 сентября 2004 года № 126-ОЗ «Об установлении границ муниципальных образований Липецкой области»

## Население
| 2010 | 2012 | 2013 | 2014 | 2015 | 2016 | 2017 |
| ---- | ---- | ---- | ---- | ---- | ---- | ---- |
| 374  | ↘365 | ↘360 | ↘353 | ↘328 | ↘318 | ↘310 |
| 2018 | 2021 |      |      |      |      |      |
| ↘291 | ↘282 |      |      |      |      |      |

## Состав сельского поселения
| № | Населённый пункт | Тип населённого пункта       | Население |
| - | ---------------- | ---------------------------- | --------- |
| 1 | Володарского     | посёлок                      | 7         |
| 2 | Ровенка          | село, административный центр | 319       |
| 3 | Шереметьево      | деревня                      | 48        |